# Armoriale delle province napolitane
Questo armoriale delle province napolitane (o, meno propriamente, armoriale delle province napoletane) contempla, in quanto raccolta d'armi, gli stemmi delle dodici province storiche del Regno di Napoli e alcune varianti degli stessi, nonché gli stemmi delle province istituite nel XIX secolo.

## Le dodici province storiche
In età angioina, il Regno di Napoli fu suddiviso in undici circoscrizioni amministrative, dette, in continuità con l'ordinamento normanno-svevo, giustizierati. A partire dall'età aragonese, le circoscrizioni assunsero la denominazione di province, divenendo dodici e il loro numero e i loro toponimi rimasero invariati per quasi quattro secoli.
| Le dodici province storiche |            | | |
| Provincia                   | Stemma     | Descrizione | Significato |
| Terra di Lavoro             |            | «Usa questa nobilissima Regione fare per arme due corni di dovitie, l'uno pieno d'uve e di frutti e l'altro di spiche di grano, e ambedue sono ligati da una reale corona d'oro, tutto l'avanzo del campo è azurro e li doi corni di dovitie sono d'oro.»                                                                       | Le cornucopie ricolme dei frutti della terra stanno a simboleggiare la fertilità della Campania felix. |
| Principato Citra            |            | «L'arme e insegne che usa di fare questa Regione è un Bossolo da navigare, con quattro ali attaccategli intorno, il qual Bossolo sta posto in mezo di due campi uguali, la parte di sopra è d'argento con una stella d'oro tutta fulgente de raggi, l'altra parte di sotto del campo è nero.»                                   | La bussola è un chiaro riferimento a Flavio Gioia; i colori dei campi, bianco e nero, indicano, rispettivamente, la navigazione diurna e notturna; le quattro ali attaccate alla bussola simboleggiano i venti rappresentativi dei quattro punti cardinali; la cometa rappresenta la stella polare, tradizionale riferimento per la navigazione astronomica. |
| Principato Ultra            | (dettagli) | «L'insegna che usa fare questa Regione è una corona con merli fiorita d'oro, posta in mezo di due campi ugualmente partiti, la parte di sopra, dove è la corona, è rosso e il di sotto è d'argento [...].» | Secondo Mazzella, lo stemma rievocherebbe l'acquisizione da parte di Arechi II di Benevento del titolo di principe e il rosso e l'argento del campo rappresenterebbero la virtù e l'ardire del longobardo. |
| Basilicata                  |            | «Fa per arme di questa Regione una mez'aquila fulva chiara coronata con tre onde di sotto di color azurro, tutto il resto del campo è d'oro.» | L'arme richiama le guerre bizantino-normanne e in particolare le tre onde simboleggiano la cacciata dei bizantini, rievocando l'annegamento di alcuni capitani, che, messi in fuga, perirono nel fiume Bradano. |
| Calabria Citra              |            | «[...] questa Regione [...] fa per insegna una Croce nera in campo d'argento [...].» | La croce potenziata richiama le armi di Gerusalemme e, rifacendosi all'età normanna, ricorda il valore dei dodicimila crociati calabresi che, sotto la guida di Boemondo I d'Antiochia, combatterono durante la prima crociata. |
| Calabria Ultra              |            | «La insegna di questa Provintia sono due Croci nere poste in due angoli, cioè l'una nell'anglo destro e l'altra nell'anglo sinistro, e ambedue i campi sono d'argento, per mezzo de' quali angoli ne risultano altri due, l'uno di sopra e l'altro di sotto, e in ambedue sono quattro pali vermigli per lungo in campo d'oro.» | L'arme fu introdotta da Don Ferrante, duca di Calabria: le due croci stanno a rappresentare le due Calabrie e la sovranità del duca su entrambe le province, mentre i quattro pali vermigli in campo d'oro sono l'arme d'Aragona. |
| Terra d'Otranto             | (dettagli) | «Fa per insegna questa Regione quattro pali vermigli per lungo in campo d'oro, sopra de' quali è posto un Delfino stizzoso, che tiene in bocca una meza Luna.» | Introdotto nel 1481, lo stemma richiama la cruenta occupazione turca di Otranto e la battaglia per la sua riconquista, condotta da Alfonso d'Aragona, duca di Calabria. I quattro pali vermigli in campo d'oro sono l'arme d'Aragona, mentre il delfino è uno degli antichi simboli messapici, la mezzaluna, infine, simboleggia la vittoria sugli ottomani. |
| Terra di Bari               |            | «Fa per insegna questa Regione un campo angolare, in mezo del quale è un bastone Vescovale d'oro posto in campo azurro, tutto l'avanzo del campo dalle bande è d'argento.» | Scipione Mazzella riporta che il pastorale presente nello stemma della provincia richiami San Nicola: tale simbolo liturgico, infatti, è strettamente connesso alla figura del patrono di Bari. |
| Capitanata                  |            | «L'arme che fa questa Regione è uno monte d'oro con alquante spiche di grano d'intorno, sopra del qual monte stà un San Michele Arcangelo in campo azurro.» | La figura di San Michele richiama l'apparizione del santo, avvenuta, secondo la tradizione, sul Monte Gargano; mentre le spighe che circondano il monte simboleggiano la fertilità della provincia. |
| Contado di Molise           |            | «Usa fare questa Regione per insegna una ghirlanda di spiche di grano in campo vermiglio, in mezzo della quale è una Stella d'argento tutta fulgente di raggi.» | Il Mazzella ipotizza che la ghirlanda di spighe rappresenti la fertilità del Contado di Molise, mentre la stella sia stata mutuata dallo stemma della casata del Balzo, a favore della quale gran parte della provincia era stata infeudata in età basso medievale, e simboleggi il valore dei molisani che sostennero i del Balzo nelle loro imprese.       |
| Abruzzo Citra               |            | «L'arme che usa questa Provintia è una testa di Cignale, con un giogo rosso, in campo d'oro [...].» | Secondo l'ipotesi formulata dal Mazzella, lo stemma dell'Abruzzo Citeriore potrebbe richiamare la battaglia delle Forche Caudine: la testa di cinghiale rappresenterebbe la ferocia dei romani, mentre il giogo sarebbe, invece, un chiaro riferimento all'umiliazione subita da costoro in seguito alla sconfitta.                                          |
| Abruzzo Ultra               |            | «Fa per arme questa Provintia un'Aquila bianca coronata, assisa sopra di tre monti d'oro, in campo azurro.» | I tre monti d'oro rappresentano la ricchezza del territorio, mentre l'aquila potrebbe essere un riferimento alle insegne militari sottratte in battaglia ai romani oppure potrebbe simboleggiare la città di Aquila, capoluogo della provincia. |

## Varianti degli stemmi
Nelle antiche rappresentazioni cartografiche o, comunque, nelle raffigurazioni delle armi provinciali si osservano, per talune province, degli stemmi riprodotti con variazioni che possono riguardare lo smalto, gli attributi araldici o la figura araldica stessa.
| Varianti degli stemmi |        |          |          |          |
| Provincia             | Stemma | Varianti | Varianti | Varianti |
| Terra di Lavoro       |        |          |          |          |
| Principato Citra      |        |          |          |          |
|                       |        |          |          |          |
| Principato Ultra      |        |          |          |          |
| Basilicata            |        |          |          |          |
| Abruzzo Ultra         |        |          |          |          |

## Il decennio francese
Durante il cosiddetto decennio francese, l'organizzazione amministrativa del Regno di Napoli fu radicalmente riformata. A livello territoriale, ciò comportò anche l'istituzione di due nuove province, che, quindi, passarono da dodici a quattordici.
| Province introdotte nel decennio francese |        |                                                           | |
| Provincia                                 | Stemma | Descrizione                                               | Nota |
| Napoli                                    |        | «Cavallo nero sfrenato in campo d'oro.»                   | Provincia istituita per distacco dalla provincia di Terra di Lavoro. |
| Abruzzo Ulteriore Primo                   |        | «Banda d'argento con due croci d'argento in campo rosso.» | Provincia nata dalla divisione della precedente provincia d'Abruzzo Ultra in Abruzzo Ulteriore Primo e Abruzzo Ulteriore Secondo, con quest'ultima provincia che conservò le armi dell'Abruzzo Ultra. |